# Günther von Barby
Günther greve von Barby, herre til Mülingen (død 25. september 1572) var en tysk adelsmand og dansk hofembedsmand (ikke relateret til Andreas von Barby).
Han hørte til en gammel tysk, 1659 uddød greveslægt, af hvilken grev Borchard 1474 havde ledsaget kong Christian I på hans rejse i Italien, ligesom et par medlemmer stod i dansk krigstjeneste under Den Nordiske Syvårskrig. Hans forældre var Wulf greve von Barby, herre til Mülingen, og Agnesa grevinde af Mansfeld, der i alt havde tretten sønner og otte døtre. I sin ungdom tjente han hertug Johan Vilhelm af Sachsen-Weimar og derefter hertug Ernst II af Braunschweig-Lüneburg, hvem han 1557 fulgte på et tog ind i Frankrig. 1559 kom han tillige med sin ældre broder Borchard i kurfyrst August I af Sachsens følge til Danmark til kong Frederik II's kroning. Medens broderen vendte tilbage til Tyskland, hvor han dog i en række af år vedblev at stå i en art diplomatisk tjenesteforhold til Danmark, trådte grev Günther på kurfyrstens foranledning i kong Frederik II's tjeneste og blev 1563 af denne konge gjort væragtig. Han tjente derefter som hofjunker og deltog i Syvårskrigen, og efter at han i 1570 havde forpligtet sig til at tage fast ophold i Danmark, forlenede kongen ham med Spøttrup i Salling og gjorde ham 1571 til sin hofmarskal; året efter fik han endvidere Vestervig Kloster i forlening. Han var af et svageligt helbred, der atter og atter foranledigede udsættelse af hans påtænkte bryllup med Dorthe Krabbe Iversdatter og allerede 25. september 1572 bortrev ham ved en tidlig død. Hans fæstemø, der beholdt Spøttrup Len, ægtede siden Bendix Ahlefeldt, og efter dennes død fik hun Erik Lykke til Eskær. 